# Otto Günsche
Otto Günsche (Nascut a Jena, Alemanya, el 24 de setembre de 1917 † Lohmen, Bonn, el 2 d'octubre de 2003) va ser un oficial alemany de les SS. Últim ajudant de camp d'Adolf Hitler i encarregat de cremar el seu cadàver en el búnquer de la Cancelleria.
El 1931, ingressa a les Joventuts Hitlerianes i el 1934, al Leibstandarte Adolf Hitler de les SS amb el número 257.773, el 1935 s'afilia al Partit Nazi amb el número de fitxa 3.601.524, el 1936, és SS Obersturmführer (Subtinent) a la Guàrdia Personal del Führer. El 1941 i 1942, estudia a l'Acadèmia d'Oficials de Bad Tölz, serveix al front. Entre gener i agost de 1943, és nomenat ajudant personal de Hitler.
Combat al front com a cap de Companyia de la Divisió Cuirassada "Leibstandarte Adolf Hitler"; des de febrer de 1944, de nou Ajudant Personal de Hitler, aquest any és ascendit a SS Sturmbannführer (Major). Després de la mort del dictador, va ser l'encarregat d'ordenar la cremació dels cadàvers de Hitler i la seva esposa Eva Braun un cop que aquests es van suïcidar.
Va ser capturat per les tropes soviètiques que van envoltar la ciutat i ingressa el 2 de maig de 1945 a presó militar soviètica. El 1950, és condemnat a vint anys de presó. El 1955, és lliurat a la República Democràtica d'Alemanya on va estar detingut a Bautzen fins al maig de 1956 quan va ser alliberat. Es fuga a la República Federal d'Alemanya on fixa la seva residència.
El 2 d'octubre 2003 va morir d'un atac de cor, a Lohmen, prop de Bonn, Alemanya, als 86 anys.